# Karina Aznawurian
Karina Borisowna Aznawurian (ros. Карина Борисовна Азнавурян, arm. Կարինա Ազնավուրյան; ur. 20 września 1974 w Baku) – rosyjska szpadzistka, trzykrotna medalistka olimpijska, mistrzyni świata i Europy.
Walczyła lewą ręką. Podczas igrzysk olimpijskich w Atlancie w 1996 roku razem z Mariją Maziną i Juliją Garajewa zajęła trzecie miejsce w zawodach drużynowych. W zawodach indywidualnych była dwudziesta. Na rozgrywanych cztery lata później igrzyskach olimpijskich w Sydney Rosjanki w składzie: Karina Aznawurian, Tatjana Łogunowa, Marija Mazina i Oksana Jermakowa zwyciężyły drużynowo. W rywalizacji indywidualnej zajęła tym razem 28. miejsce. Brała też udział w igrzyskach olimpijskich w Atenach w 2004 roku, gdzie Rosjanki obroniły tytuł mistrzyń, startując w składzie: Karina Aznawurian, Tatjana Łogunowa, Anna Siwkowa i Oksana Jermakowa. W zawodach indywidualnych nie startowała.
Na mistrzostwach świata w Hawanie w 2003 roku wspólnie z Jermakową, Łogunową i Siwkową zdobyła drużynowo złoty medal. Był to jej jedyny medal w zawodach tego cyklu. W tej samej konkurencji zdobyła ponadto srebrny medal na mistrzostwach Europy w Moskwie w 2002 roku i złoty podczas mistrzostw Europy w Kopenhadze w 2004 roku.